# Blau-Weiss

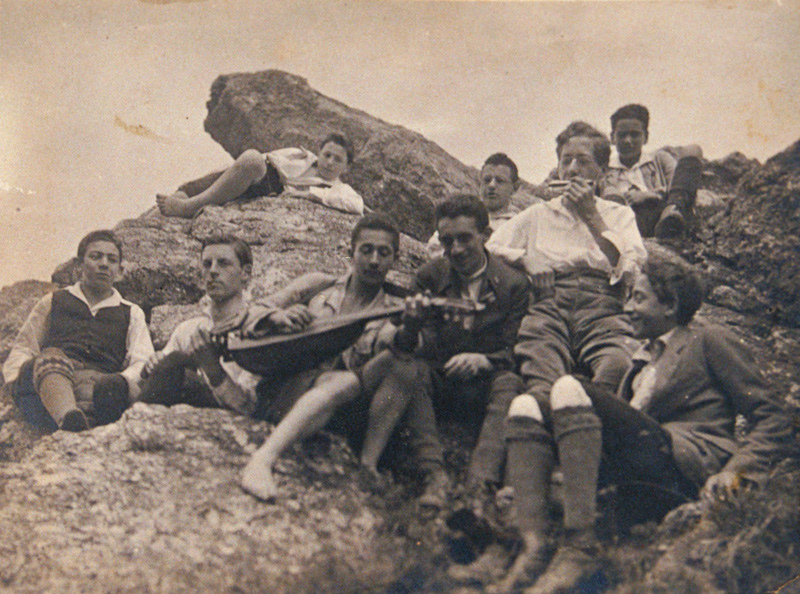
Členové rakouského Blau-Weissu na výletě, 20. léta 20. století

Blau-Weiss (německy: „Modro-bílá“), nebo též Tchelet lavan (hebrejsky תכלת לבן‎, doslova „Modrá bílá“), bylo jedno z prvních židovských mládežnických hnutí, působící v první polovině 20. století v řadě států střední Evropy. Inspirováno bylo německým skautským a turistickým spolkem Wandervogel, propagujícím ideje romantismu, svobody a orientace na přírodu. Založeno bylo roku 1912 v Německém císařství v reakci na odmítání členství Židů ve Wandervogelu a dalších německých mládežnických spolcích. O rok později vznikly pobočky hnutí i v sousedních státech – Rakousku-Uhersku (ve Vídni a Praze) či v Polském království (Wrocławi) – a postupně byly s rostoucí členskou základnou zakládány nové místní organizace v dalších městech a státech.
Z počátku se zaměřovalo v prvé řadě na turistiku, tramping a skauting, a až v druhé řadě na židovské dějiny, Zemi izraelskou (Palestinu) či sionismus. Postupně však aktivity hnutí získaly dominantně sionistický základ. Jeho členové studovali židovské dějiny a tradice, dozvídali se více o Zemi izraelské, učili se hebrejštinu a v rámci přípravy na přesídlení do Palestiny rovněž i zemědělské práce. Tam členové Blau-Weiss (Tchelet lavan) zakládali nové kibucy či se stávali členy již existujících.

## Hnutí včeských zemích
Odnož Blau-Weiss působící v českých zemích Rakouska-Uherska a později na území Československa byla založena v Praze roku 1913. Zpočátku připomínala skautskou organizaci a její členové spolu primárně vyráželi do přírody, stanovali, hráli na kytaru, a až na druhém místě se zajímali o židovské dějiny, Zemi izraelskou či sionismus. Během první světové války vypomáhali členové Blau-Weiss židovským uprchlíkům z Haliče. V souvislosti se světovými událostmi, které se odehrály koncem prvního desetiletí 20. století, došlo k určité proměně členské základny tohoto hnutí. V důsledku bolševické revoluce v carském Rusku řada mladých Židů opustila myšlenku sionismu a vstoupila do Komunistické strany, zatímco britské přijetí Balfourovy deklarace vedlo mnoho mladých Židů k národnímu uvědomění a přijetí myšlenky sionismu.
Již během války se řady Blau-Weiss neustále rozrůstaly, přičemž převažovala mládež z německy mluvících rodin. Díky nárůstu členské základny byly po vzniku Československa zakládány nové místní organizace v Čechách a na Moravě. Mezi nejaktivnější patřily ty ve městech Teplice-Šanov, Karlovy Vary, Varnsdorf, Podmokly, Jablonec nad Nisou, Moravská Ostrava, Brno, Olomouc a Prostějov. V roce 1920 si československé hnutí prosadilo úplnou nezávislost na Blau-Weissu v Německu. Důvodem bylo, že československý Blau-Weiss odmítal jakékoli prvky militarismu, včetně vnějších forem skautingu zdánlivě vojenský režim připomínající. V poválečném období došlo rovněž k postupné proměně náplně činnosti hnutí s důrazem na sionismus a hledání vlastní židovské identity. Členové Blau-Weiss se tak věnovali studiu hebrejštiny, židovských dějin, tradic, sionismu a učili se o Zemi izraelské. V souvislosti s těmito změnami došlo i ke změně stanov a názvu. Od roku 1923 (podle jiného zdroje již od roku 1919) hnutí přijalo pohebrejštěný název Tchelet lavan. V nových stanovách se mimo jiné psalo, že jeho účelem „jest pěstovati skauting u židovské mládeže, občanské ctnosti a vychovati tak nové židovské pokolení, silné a zdravé tělem a duchem. Účelem toho dosahuje pořádáním pravidelných vycházek a společenskými schůzkami, věnované výchově kulturní a mravní.“
Od roku 1920 se členové Tchelet lavan připravovali na vystěhování do Země izraelské a podstupovali zemědělský výcvik, aby si zvykli na budoucí život v kibucu (byl však též podmínkou pro získání povolení k přistěhování od pozdější britské mandátní správy). Organizovali tábory a semináře, a to v létě i v zimě. V roce 1921 se zformovala první skupina členů Tchelet lavan a židovského spolku Bar Kochba, čítající zhruba 40 lidí, která se o rok později usadila v britské mandátní Palestině, kde založila kibuc Chefciba. Ještě téhož roku se zformovala další, tentokráte dvaadvacetičlenná, skupina členů Tchelet lavan, kteří podnikli aliju v roce 1924 a založili kibuc Sarid v Dolní Galileji. Mezi další kibucy, na jejichž založení se podíleli členové Tchelet lavan patří například Bejt Alfa, Giv'at Chajim, Ma'oz Chajim a Ejn Gev.